# Vasyl Popadiuk
Vasyl Vasylovych Popadyuk conocido por Vasyl Popadiuk (Leópolis, 16 de enero de 1966) es un músico ucraniano, conocido como el "Paganini ucraniano", violinista, pianista, fundador de la banda "PapaDuke", con quien viaja por el mundo, tocando música en los estilos de música del mundo, latino, gitano, jazz. Sabe tocar 15 instrumentos musicales, y cada uno de los músicos de la banda también toca varios instrumentos musicales. También es compositor. Sus conciertos reúnen a una gran audiencia entre 150 y 200 veces al año por todo el mundo. Actualmente vive en Ottawa. Es artista de honor de Ucrania desde 2009.

## Biografía
Nació en una familia de artistas. Su madre, Svitlana Popadyuk, es coreógrafa y su padre, Vasyl Ivanovich Popadyuk (1940-1991), del pueblo de Myshin, distrito de Kolomiysky, región de Ivano-Frankivsk, fue un famoso flautista, miembro del coro que lleva el nombre Hryhoriya Verevka, dirigió la famosa "Trinity Musics" entre otras.
Vasyl Popadiuk estudió en la escuela de música especializada de Kiev que lleva el nombre de Mykola Lysenko desde los siete años tuvo una formación en música clásica. Luego ingresó a la Academia Nacional de Música de Ucrania Chaikovski, desde donde pasó al departamento de correspondencia de la Academia de Música de Lviv que lleva el nombre de Lisenko.
Cumplió su servicio militar en Kiev en el conjunto de canto y danza, que constantemente daba conciertos para los liquidadores del accidente de Chernobyl. Más tarde, los médicos recomendaron a Vasyl Popadyuk que cambiara su lugar de residencia en 1988 y se trasladó a trabajar a Moscú. Aquí, en el "World Music Theatre", bajo la dirección de Volodymyr Nazarov, consiguió tocar diez nuevos instrumentos nacionales del mundo y aprendió el arte de la reencarnación. En 1993 regresó a Kiev, donde tocó en el conjunto "Hopak", colaboró con el Teatro estatal gitano "Romanos".
Desde 1997, vive y trabaja en Toronto y Ottawa. Está casado con Solomiya Khmara, la hija del político ucraniano Stepan Khmara, y tiene tres hijas, Moryana, Sofiyka y Katrusya. La familia habla ucraniano.
En 2003, participó en el programa de televisión "Big Musical Canadian Dream", donde compitió con otros 15 mil violinistas. En la final, realizó una fantasía Hutsul y obtuvo el segundo lugar.

## Conciertos
En abril de 2022 participó en un concierto en Regina (Canadá) en el Conexus Arts Centre a beneficio del hospital infantil de Luhansk.
En mayo de 2022 junto a su banda Papaduke dio un concierto en el teatro Zoetic de Canadá.
El 27 de enero de 2023 en el auditorio municipal «Paco de Lucía» de Alcalá de Henares ofrece un concierto para recaudar fondos dedicados a conseguir ambulancias para Ucrania.

## Discografía
- En llamas (1999)
- Ablaze II Diez mil millas (2001)
- III (2004)[10]
- Papá Duke y Vasyl Popadiuk (2006)